# Малък воден бик
Малкият воден бик (Ixobrychus minutus) е птица от семейство Чаплови (Ardeidae). Среща се и в България.

## Физически характеристики
Дължина на тялото: 32 cm. Размах на крилете: 42 cm. Темето, тилът, гърбът, крилата и опашката на мъжкия малък воден бик са черни със зеленикав оттенък. Челото и надочната ивица са бели. Двете страни на главата, шията, гърдите и плещите са охреноръждиви. По гърдите има тъмни надлъжни резки. Коремът и подопашката са белезникави. Темето и тилът на женската са черни, а останалите части от горната страна на тялото – тъмнокафяви с жълтеникави краища на перата. От предната страна на шията има неясни надлъжни резки. Горната страна на главата при младите екземпляри е тъмнокафява, а гърбът – кафяв изпъстрен с белезникави точки. Долната страна на тялото има белезникав цвят с надлъжни тъмнокафяви петна. Мъжкият е по-едър. Младите са жълто-кафяви, с черни надлъжни щрихи.
Издаващи звуци: През размножителния период – силно, басово и равномерно „ъ-ъ-ъ".

## Разпространение
Малкият воден бик е прелетна птица. Долита през март – април и отлита през септември – октомври. Зимува в Средиземноморието. Обитава блата, обрасли с камъш и тръстика, речни брегове с храсти и дървета, разливи на реки и други водни басейни.

## Начин на живот и хранене
Малкият воден бик е нощна птица. Храната си търси след залез слънце. Лови малки рибки, жаби, пиявици, водни насекоми, миди, охлюви и червеи. Рядко напада гнездата на дребни блатни птици и унищожава яйцата и малките им.

## Размножаване
Образуването на брачните двойки се предшества от борба между мъжките. Гнезди на земята по бреговете, между купчина суха тръстика във водата или ниско оп храсти или дървета. Женската строи гнездото сама. За строителен материал използва стебла на блатни растения и малки коренчета. Отвътре го застила със суха трева. Снася 5 – 7 бели яйца, които мъти 3 седмици. Малките започват да правят разходки около гнездото още на 10-ия ден, но едва след 25 дневна възраст започват да летят и да напускат гнездото.

## Снимки
- Снимки на малък воден бик